# Salk Institute of Biological Studies
Salk Institute for Biological Studies är ett biomedicinskt forskningscentrum i La Jolla, Kalifornien. Institutet grundades av vetenskapsmannen Jonas Salk och uppfördes mellan åren 1959 och 1965 efter ritningar av arkitekt Louis Kahn. Salks intention var att bilda och utveckla ett internationellt forskningscentrum, som bland annat med vacker arkitektur skulle locka världens ledande forskare inom biomedicin. 
Idag har Salk Institute omkring 850 forskningsanställda . Institutets huvudområden är genetik, molekylärbiologi och neurovetenskap. Sedan 1991 är centret byggnadsminnesmärkt.

## Arkitektur
Anläggningen står på en klipphylla med utsikt över Stilla havet och är uppbyggd av två parallella flyglar i fyra våningar som omgärdar en gård med öppen kortsida mot havet. När Salk anlitade Kahn fanns ingen tomt fastställd, utan platsen för projektet fastställdes i samarbete med arkitekten. I alla avseenden fick Kahn fria händer när det gällde programskrivning och utförande och flera gånger överskreds överenskommen budget.
Arkitekturen är avskalat modernistisk och innehåller de, för Kahn karakteristiska, rena geometrierna och proportionerna. Materialen är brutalistiskt behandlade med genomgående obehandlade, platsgjutna betongblock och partier med träpanel på utsidan. Laboratorierna är ordnade i ett öppet sammanhang för att uppmuntra till samarbete mellan forskare. Kahns teori kring Served and Servant Spaces återfinns i utförandet av trapphus, installationer och kanaldragning, vilket var mycket ändamålsenligt i de föränderliga forskningslokalerna. Mot gården återfinns administration och små kontorsceller, vilka vridits 45 grader för att man ska kunna se havet.